# Henriette Smeby
Henriette Smeby (ur. 13 listopada 1986 w Raufoss) – norweska skoczkini narciarska, reprezentantka Raufoss IL.
Na międzynarodowej arenie zadebiutowała 23 lipca 2004 w Park City podczas zawodów Pucharu Kontynentalnego, oddając skoki odpowiednio po 87,5 m i 88,5 m na skoczni normalnej.
Jej największym sukcesem były dwa szóste miejsca podczas Pucharu Kontynentalnego w Park City, 23 i 24 lipca 2004.

## Puchar Kontynentalny

### Miejsca w klasyfikacji generalnej
| Sezon     | Miejsce |
| --------- | ------- |
| 2004/2005 | 12.     |

### Miejsca w poszczególnych konkursachPucharu Kontynentalnego
| Sezon 2004/2005                                              |           |         |         |            |           |             |           |            |           |           |      |        |
| Park City                                                    | Park City | Planica | Toblach | Oberaudorf | Schönwald | Baiersbronn | Rastbüchl | Saalfelden | Vikersund | Vikersund | Oslo | punkty |
| 6                                                            | 6         | 13      | 13      | 8          | 10        | -           | 24        | 23         | 11        | 7         | 11   | 277    |
| Legenda                                                      |           |         |         |            |           |             |           |            |           |           |      |        |
| 1 2 3 4-10 11-30 poniżej 30 - – zawodniczka nie wystartowała |           |         |         |            |           |             |           |            |           |           |      |        |